# Roger Nygard
Roger Nygard (Minneapolis, 28 marzo 1962) è un regista, sceneggiatore e produttore cinematografico statunitense.

## Biografia
Nato a Minneapolis, ha frequentato la Orono High School e successivamente l'Università del Minnesota, laureandosi nel 1984. Inizia la sua carriera nella cinematografia nel 1990 quando dirige il film High Strung; nel 1996 dirige Back to Back: American Yakuza 2, per il quale è anche autore della sceneggiatura, nel 1997 il film Trekkies e nel 2004 il sequel. Per la televisione ha diretto episodi delle serie televisive Quello che gli uomini non dicono, The Bernie Mac Show, The Office, Curb Your Enthusiasm, Zoey 101 e Zeke e Luther.
Nel 2010 Ha prodotto e diretto il documentario The nature of existence. Nello stesso anno ha ricevuto una nomination per il Premio Emmy per un episodio della serie televisiva Curb Your Enthusiasm..